# Biskupi rzeszowscy
Biskupi rzeszowscy – biskupi diecezjalni i biskupi pomocniczy diecezji rzeszowskiej.

## Biskupi

### Biskupi diecezjalni
| Lata urzędowania | Biskup | Biskup          | Uwagi                                     |
| ---------------- | ------ | --------------- | ----------------------------------------- |
| 1992–2013        |        | Kazimierz Górny | wcześniej biskup pomocniczy krakowski     |
| od 2013          |        | Jan Wątroba     | wcześniej biskup pomocniczy częstochowski |

### Biskupi pomocniczy
| Lata urzędowania | Biskup | Biskup              | Uwagi |
| ---------------- | ------ | ------------------- | ----- |
| 1992–2022        |        | Edward Białogłowski |       |